# 발레 슈즈 (영화)
《발레 슈즈》(Ballet Shoes)는 영국에서 제작된 산드라 골드바처 감독의 2007년 드라마, 가족 텔레비전 영화이다. 1936년 소설 Ballet Shoes를 각색한 것이다. 루시 보인턴 등이 주연으로 출연하였고 피어스 웬저 등이 제작에 참여하였다.

## 출연

### 주연
- 루시 보인턴
- 엠마 왓슨
- 야스민 페이지

### 조연
- 에밀리아 폭스
- 빅토리아 우드
- 리차드 그리피스
- 마크 워렌
- 루시 코후
- 젬마 존스
- 해리엇 월터
- 에일린 앗킨스
- 헤더 니콜
- 메리 스토클리
- 테레사 쳐처

## 기타
- 원작자: 노엘 스트리트페일드
- 라인프로듀서: 매튜 해밀턴
- 미술: 제프 테슬러
- 의상: 쉬나 네이피어